# Helmut Röder
Helmut Röder (* 31. Juli 1938 in Wuppertal; † 18. Februar 2012 in Goedereede, Niederlande) war ein deutscher Koch, Maler, Textilkünstler, Teppichdesigner und Galerist.

## Leben
Helmut Röder entstammte einer bekannten Wuppertaler Malerfamilie. Röders Vater Adolf Röder war ebenfalls Maler und Mitgestalter der Wuppertaler Kultur (siehe „Adolf-Röder-Gasse“ in Barmen), sein Onkel war der Maler Paul Röder. Helmut Röder besuchte das Gymnasium an der Siegesstraße bis zur Obersekundareife und entschied sich zunächst für eine Lehre als erfolgreicher Koch im damals renommierten „Essener Hof“ der Familie Krupp. Berichten zufolge ließ sich Berthold Beitz, Generalbevollmächtigter des Krupp-Konzerns, seine Büffets nur von Helmut Röder ausrichten. Nach der Abschlussprüfung arbeitete er dort bis zu seinem Bundeswehrdienst.
Ab 1960 betrieb er das Restaurant „Palette Röderhaus“ der Familie. Parallel bildete er sich in Maltechniken weiter.
Helmut Röder gehörte viele Jahre lang zum Prüfungsausschuss der Industrie- und Handelskammer Wuppertal, war Mitglied der Internationalen Hoteliervereinigung und leitete Seminare für den Nachwuchs im Hotel- und Gaststättenverband Nordrhein-Westfalen. Seit 1992 führte er mit seiner Frau Christel in Goedereede die Atelier-Galerie „Het Röderhaus“.
1965 heiratete er Christel Pläcking. Aus der Ehe gingen drei Söhne hervor.

## Aktivitäten als Künstler
Schwerpunkt seiner Bilder in den ersten Jahren waren „Landschaftsmotive“; dabei achtete er auf geometrische Flächeneinteilungen. Im Tuftingverfahren, das er Mitte der 1960er Jahre kennenlernte, stellte er ab 1976 in seinem Atelier Bildteppiche her. Seine Bilder und Teppiche befinden sich in privaten und öffentlichen Sammlungen. Seit 1955 war er mit Werken bei Ausstellungen in Europa, in Mexiko, Kanada und den USA vertreten.
Er war Mitglied des Rings bildender Künstler, des Kunstkreises Hofgeismar sowie Mitinitiator der Aktionen „Kunst im Krankenhaus“ und „Kunst im Restaurant“.

## Auszeichnungen
- 1966: Piccola-Europa-Preis der 16. Biennale
- 1976: Ludwig-Lindner-Preis